# Geavgŋoaisuolu
Geavgŋoaisuolu är en ö i Tana kommun i Finnmark fylke i norra Norge. Den ligger i Tana älv som här utgör gräns mellan Norge och Finland. Öns area är 25 hektar och dess största längd är 0,9 kilometer i sydväst-nordöstlig riktning.